# LG Optimus L1 II
L'LG Optimus L1 II (E460 con la sigla data dalla casa produttrice) è uno smartphone di fascia bassa commercializzato in Italia a fine 2013. Esso fa parte della seconda generazione della gamma denominata da LG L-Style insieme ad Optimus L3 II, Optimus L4 II, Optimus L5 II, Optimus L7 II ed Optimus L9 II.
Di base monta il sistema operativo Android alla versione 4.1.2 Jelly Bean di Android.

## Caratteristiche
L'Optimus L1 II è un dispositivo di fascia bassa, non presenta caratteristiche molto avanzate, ma ha dalla sua un prezzo di lancio intorno a 70 euro. Esso monta l'interfaccia utente proprietaria LG, denominata Optimus.
Il processore è un Qualcomm MSM7225A da 1 GHz single core, al quale sono abbinati 512 MB di RAM e una memoria interna da 4 GB espandibile con schede di memoria microSD e microSDHC fino a 32 GB.
Lo schermo è un TFT da 3,2", con una risoluzione di 240 x 320 pixel QVGA e 56K colori e con una densità di pixel di 125 PPI. Il dispositivo è dotato di connettività Wi-Fi 802.11 b/g/n e Bluetooth 3.0 ed è dotato di una batteria da 1540 mAh. A differenza degli altri modelli della gamma L Series II (ad eccezione di L4 II ed L9 II), Lg L1 II non presenta la retroilluminazione dei tasti funzione e sempre ad eccezione degli altri non è presente alcun LED di notifica.